# Nephilidae
Nephilidae (лат.) — семейство пауков из инфраотряда аранеоморфных (Araneomorphae). Встречаются в тропических лесах всех континентов.

## Таксономия
Хотя впервые таксон был выделен ещё в 1894 году, до конца XX века представителей рассматривали в качестве подсемейства Nephilinae сперва в семействе Araneidae, затем в Tetragnathidae. В 1995 году с помощью кладистического анализа было выяснено, что Nephilinae — сестринская группа по отношению ко всем остальным Tetragnathidae, на основании чего таксону был придан ранг семейства. В настоящее к Nephilidae относят около 60 видов, объединяемых в 7 родов:
- Clitaetra Simon, 1889 — Африка, Мадагаскар, Шри-Ланка
- Herennia Thorell, 1877 — Южная Азия, Австралия
  - Herennia multipuncta Doleschall, 1859
- Indoetra Kuntner, 2006 (ранее подрод Clitaetra) — Шри-Ланка
- Nephila Leach, 1815 — Пантропика
- Nephilengys L. Koch, 1872 — Пантропика (Южная Азия, Австралия)
- Nephilingis Kuntner, 2013 — тропическая Южная Америка и Африка
- Trichonephila Dahl, 1911 (ранее подрод Nephila) — Пантропика

До 2002 года к семейству также относили роды Singafrotypa и Perilla, перенесённые в семейство Araneidae.
Ранг группы остаётся дискуссионным. В 2016 году статус таксона снова был понижен до подсемейства, но в 2019 году рассматривался в качестве семейства.

## Палеонтология
В ископаемом состоянии представлены 5 родов и около 20 видов. Среди них, Cretaraneus vilaltae (около 130 млн лет назад), Eonephila bitterfeldensis из палеогена, пять видов рода Nephila из неогена (около 16 млн лет назад; доминиканский янтарь), вид Nephila pennatipes из эоцена (около 34 млн лет назад; Флориссант, США)